# Chrysolina fasciata
Chrysolina fasciata (лат.) — вид жуков из подсемейства хризомелин (Chrysomelinae)  семейства листоедов. Распространён в Южной Африке. У жуков голова и переднеспинка чёрные, надкрылья красноватые. Кормовым растением является Arctotheca calendula.